# Clinton (Rebsorte)
Clinton (auch Clinto, Plant des Carmes oder Worthington genannt) ist eine Rotweinsorte, die vor allem im norditalienischen Veneto (hier auch als Fragola oder Fragolino bekannt, nach dem typischen Erdbeergeschmack) verbreitet ist.
Sie ist vermutlich eine natürliche Kreuzung amerikanischer Reben und somit eine Hybridrebe. Ein Sämling dieser Hybride wurde schon um 1835 im Staat New York entdeckt und selektioniert.
Die Rebe bildet sehr früh kleine, dunkle Beeren. Es ist eine sehr starkwüchsige Rebe mit ausgesprochener Reblaus-Resistenz. Ende des 19. Jahrhunderts wurde sie nach einer Reblaus-Epidemie in Norditalien und im italienischen Teil der Schweiz angepflanzt (0,03 ha, Stand 2008). Hier gibt es Clinton als Tafeltraube mit markantem, äußerst würzigen Geschmack. In den lombardischen Hausgärten wächst sie als Obst. Gerne werden die Reben wegen ihrer großen Blätter auch zur Begrünung von Pergolen etc. verwendet. Clinton besitzt zwittrige Blüten und ist somit selbstfruchtend. Beim Weinbau wird der ökonomische Nachteil vermieden, keinen Ertrag liefernde, männliche Pflanzen anbauen zu müssen.
Die daraus gewonnenen Weine sind sehr fruchtig und weisen oft einen ausgeprägten Fox-Ton auf und sind meist nur von regionaler Bedeutung. Produktion und Verkauf von Wein aus dieser Rebsorte sind in Europa nach den gültigen Weingesetzen nicht als Qualitätswein erlaubt. Der Uhudler aus dem österreichischen Burgenland wird daher nur als Tafelwein verkauft.
Synonyme: Clinto, Fragola, Fragolino, Plant des Carmes, Worthington, it.: Uva americana, it.: Uva fragola.
Abstammung: Vermutlich Hybride aus Vitis riparia x Vitis labrusca